# 아사카와 나나
아사카와 나나(일본어: 浅川 梨奈, 1999년 4월 3일 ~ )는 일본의 사이타마현 출신 아이돌이며, 여성 아이돌 그룹 전 SUPER☆GiRLS의 멤버다. 소속사는 에이벡스 소속이다.

## 약력
초등학교 때부터 SUPER☆GiRLS와 AKB48 등 아이돌을 좋아해서 『avex아이돌 오디션 2012』에 응모하였다. 2012년 5월 19일에 개최된 최종 전형에 합격하였고, iDOL Street 데뷔 후보생인 거리생 3기로 가입하였다. 그 해 6월 12일, 『SUPER☆GiRLS 탄생 2주년 기념 SP&아이돌 스트리트 카니발 2012』으로 거리생 내 팀"e-Street TOKYO" 멤버로 첫 발표되었다. 오디션에 응모한 계기에 대해서 본인은 "좋아하는 스파가 씨와 함께 라이브에 나와보고 싶다고 생각했어요!"라고 말하였다.
그 해 12월 25일, iDOL Street 제3탄 그룹 "GEM"의 스타팅 멤버로 선발된 것으로 밝혀졌다. 이후 GEM정식 회원이 결정하기까지의 동안은 GEM스타팅 멤버로 활동과 거리생으로서의 활동을 병행하게 된다. 하지만 2013년 6월 11일에 개최된 『SUPER☆GiRLS 탄생 3주년 기념 SP 아이돌 스트리트 카니발 일본 무도관, 초월 소녀들의 도전 2013, 』의 스테이지 위에서 발표된 GEM의 정식 멤버에게서는 낙선되었다. 그 다음은 스트리트생으로서의 활동에 전념하며 시즈오카 아사히 텔레비전정보 프로그램 『핑크스』의 이미지 캐릭터 "2대째 코핑크"에 뽑히고, 영화 『종이 울리고 소녀들은 총을 쏘라』의 주연에 선정되기도 하였다. 개인으로서의 활동의 폭을 넓히고 있다.
그 해 12월 22일에 개최된 『iDOL Street Carnival 2013 WINTER X'mas Special, 이것이 나의 아이돌 』에 등장하고 2014년 2월 23일 SUPER☆GiRLS의 새 멤버로 가입이 발표되었다. 이 인사에 대해서 iDOL Street의 총괄 프로듀서인 히구치 타츠오는 "GEM의 스타팅 멤버를 시험하고 있던 기간이었지요. 아사카와도 그 안에 있었는데 시험하는 가운데 아사카와는 역시 스파 가지 않을까?라고 생각하기 시작했고... 그래서, 무도관 때 GEM의 멤버를 결정하고, 그래서 거기에서 제외했어요 아사카와가 스파카에 들어간다라는 이야기를 표현한 것이 그 근처의 시기군요."라고 말하였다. 2014년 1월 26일, 개최된 『스토리ーーーーー그 2 FINAL 폐회식 스페셜 』을 가지고 거리생으로서의 활동을 종료하였다. 그 해 2월 23일, 개최된 『SUPER☆GiRLS LIVE 2014, 초월 혁명, at파시피코 요코하마 국립대 홀』에서 SUPER☆GiRLS의 "제 2장" 멤버로 첫 발표되었다.
그룹 활동을 하는 한편 개인으로서의 활동의 폭을 더욱 넓히는 2015년 6월에 발매된 『주간 플레이 보이』 27호에서 본격적인 수영복 그라비아에 첫 도전하였다. "1000년에 1번의 동안 거유" 라고 화제가 되었다. 또 그 해 8월에 발매된 『주간 영 매거진』 39호에서는 첫 등장에서부터 표지와 권두 그라비아 권말 그라비아까지 언급 없이 기용되었다. 첫 등장에 지면을 탈취하는 것은 창간 이후 첫 사건이었다. 그 뒤에도 『더 텔레비전』 (2015년 41호, 2016년 49호), 『주간 영 매거진 』 (2015년 45호, 2016년 4.5호, 그 해 18호, 그 해 26호, 그 해 30호 그 해 40호, 2017년 4.5호), 『월간 영 매거진』 (2015년 11호, 2016년 8호, 2017년 2호), 『영 챔피언』 (2016년 1호, 그 해 6호), 『영 애니멀』(2016년 4호, 그 해 11호), 『주간 소년 챔피언』 (2016년 14호, 그 해 31호, 그 해 40호, 2017년 1호), 『영 간간』 (2016년 7호, 그 해 17호, 그 해 23호), 『별책 영 챔피언』 (2016년 12월호, 2017년 3월호) 『ENTAME genic』 (2017년 1월호) 『주간 소년 선데이』 (2017년 14호), 『영 애니멀 아라시』 (2017년 4호), 『주간 플레이 보이』 (2017년 12호)에 단독으로 표지+그라비아로 기용되고 있다.
2017년 1월에는 첫 사진집 『일곱 색』을 발표하였다. 이 사진집의 주제로 "등신대"에 걸어졌다. "리얼 실물 크기 버전" (10권 한정 완전 수주제·정가 32만 4000엔)이 3월에 발매했다.
2019년 1월 11일, SUPER☆GIRLS을 졸업했다.

## 인물
SUPER☆GiRLS에서의 이미지 컬러(초절 컬러)는 민트 그린이다. 공식 닉네임은 "なぁぽん(나폰)". 캐치 프레이즈는 "아이스토 1의 아이돌 오타쿠! 내 사전에 침묵의 문자는 없다~아!".
아이돌 연구가 취미. 특히 나카노풍 여자 시스터즈 (풍남 학원), PASSPO☆의 타카하시 미나미를 좋아한다고 하였다. 이 취미를 살려서 "아이돌 오타쿠 아이돌"로 TBS텔레비전 『아리타 칠드런』 (2015년 8월 25일 방송)이나 일본 텔레비전 『나카이 창문』 (2016년 5월 18일 방영)에 출연하였고, 자신의 좋아하는 아이돌에 대해서 말하거나, 오타게를 선 보이기도 하였다. 2017년 2월에 방송된 후지 텔레비전 『프리미어의 소굴』에서 앞으로의 일에 대한 영향을 고려하고 "오타게 들어"를 하였다.
자타가 공인하는 "괴짜"라고한다. 아이돌 좋아하고 독자인 데다 사람을 잘 따르는 성격 때문에 멤버들이 "레즈비언" 같다고 생각했던 적도 있다고 한다.
이름의 "나나"를 "리나"라고 잘못 읽는 것이 많아 개명하고 싶은 고민을 갖고 있다고 한다.
같은 사이타마현 출신의 PASSPO☆의 리더인 네기시 아이와 사립 에비스 중학교의 히로타 아이카 등과 교류가 있다.

## 수상
- 『 제 3회 커버 걸 대상 』 코믹 부문상 (2017년)

## 작품

### 참여 음악
- 티아라의 조건 (『 코핑크스! 멜로디ー즈 2, focalize, 』 수록) (2014년 10월 8일 고 핑크 *feat. 아사카와 나나 명의) - "코핑크스!" 2014년 주제곡
- 슈퍼 스타(『 코핑크스!메로디ー즈 2, focalize, 』 수록)(2014년 10월 8일 고 핑크 *feat. 아사카와 나나 명의) - "코핑크스!" 2014년 주제곡
- 칼리 나노 해태 ARIETE (『 코핑크스! 멜로디ー즈 2, focalize, 』 수록) (2014년 10월 8일 고 핑크*feat.아사카와 나나 명의)
- 너에게 왈츠/NO MORE CRY (2017년 2월 하루 - 2016년 12월 4일 선행 송신), 맑고 깨끗한 고교 마작부 명의) - "사키 -Saki-" 주제곡

## 출연

### 영화
- "girling", short movie hanagirl(2013년 8월 24일 Réfectoire lepetitmec,YouTube) - "어른의 문화제"에서 상영
- 종이 울리고 소녀들은 총을 쏘았다 (츠쿠바 텔레비전, 앨리스 인 프로젝트) - 주연 히나타 역 ("유우바리 국제 판타스틱 영화제 2014" 출품 작품)
- 14의 밤 (2016년 12월 24일 SPOTTED PRODUCTIONS) - 니시노 메구미 역
- 사키 -Saki- (2017년 2월 3일프레시디오) - 하라 무라와 역
- 사랑과 거짓말 (2017년 10월 14일 쇼게이트) - 코나츠 역
- 허니 (2018년) - 니시가키 미야비 역
- 도쿄 좀비 아이돌 (2018년)
- 카구야 님은 고백 받고 싶어 ~천재들의 연애 두뇌전~ (2019년)
- 가슴이 떨리는 건 너 때문 (2021년) - 마노 리리코 역

### 드라마
우리는 사랑이 서툴러 /2020